# 高雷 (匈牙利)
高雷，是匈牙利巴兰尼亚州所辖的一條村。总面积8.53平方公里，总人口312，人口密度36.6人/平方公里（2011年1月1日）。